# Ehrennadel für Fluthelferinnen und Fluthelfer 2013 des Landes Mecklenburg-Vorpommern
Die Ehrennadel an Helferinnen und Helfer bei Flutkatastrophen wurde vom Ministerpräsidenten des Landes Mecklenburg-Vorpommern Erwin Sellering im Anschluss an das Hochwasser 2013 am 16. Juli 2013 gestiftet.
Am 7. August 2013 wurden die ersten 130 ehrenamtlichen Helfer und sonstige Einsatzkräfte von Ministerpräsident Erwin Sellering und Innenminister Lorenz Caffier im Schloss Ludwigslust mit der Ehrennadel ausgezeichnet.

## Aussehen, Beschaffenheit
Die goldfarbene, runde Anstecknadel von 20 mm Durchmesser zeigt den kartografischen Umriss des Landes Mecklenburg-Vorpommern, in Umschrift darüber erhaben geprägt den Schriftzug „Dank und Anerkennung“ und darunter „Hochwasser“ gefolgt von der jeweiligen Jahreszahl. 
Die Ehrennadel ist mit einem so genannten Butterfly-Verschluss versehen und wird in einer schwarzen Kunststoffschachtel mit transparentem Deckel ausgehändigt.

## Besonderheiten, Trageweise
Die Befugnisse der Bundesländer, Titel, Orden und Ehrenzeichen zu verleihen, ist durch das Gesetz über Titel, Orden und Ehrenzeichen nicht berührt. 
Anders als bei der Dankmedaille des Landes Mecklenburg-Vorpommern in Anerkennung des Einsatzes anlässlich des Weltwirtschaftsgipfels 2007 in Heiligendamm liegt für die Ehrennadel ein Stiftungserlass vor. Bei Form und Gestaltung der Ehrennadel jedoch wurde auf Bandschluppe und Bandschnalle bzw. offizielle Symbole, Wappen und Farben verzichtet, weshalb sie phaleristisch als öffentlich tragbares Zeichen staatlicher Anerkennung nicht sofort zu erkennen ist. Auch erhielten die Beliehenen keine Urkunde, die sie als trageberechtigt ausweist.
Gründe für die Farbwahl Gold statt der für Erinnerungszeichen üblichen Materialien Eisen oder Bronze (Silber und Gold drücken Stufen und damit eine Wertigkeit aus) sind nicht bekannt und scheinen im Geschmack des Stifters zu liegen.
Eine weitere „handwerkliche Besonderheit“, die nicht als künstlerische Freiheit betrachtet werden kann, ist der auf der Ehrennadel dargestellte Umriss des Landes Mecklenburg-Vorpommern: Wenngleich ein sehr kleiner Maßstab vorliegt, ist deutlich zu erkennen, dass das halbe Amt Löcknitz-Penkun, die Insel Poel und das Fischland fehlen, dafür jedoch das niedersächsische Amt Neuhaus wieder zu Mecklenburg-Vorpommern zu gehören scheint.
Aufgrund der Formulierung im Stiftungserlass, dass dem Schriftzug „Hochwasser“ die jeweilige Jahreszahl folgt, kann eine entsprechend angepasste Ehrennadel auch als Dank bei künftigen Hochwasserereignissen verwendet werden.
Die Trageweise der Ehrennadel ist im Stiftungserlass nicht geregelt. Aufgrund des auftragenden Verschlusses wird sie üblicherweise im Knopfloch des Revers getragen. Um die Ehrennadel als staatliches Ehrenzeichen in hierfür üblicher Form an Uniformen tragen zu können, wurde durch den Landesfeuerwehrverband Mecklenburg-Vorpommern ein Bandschnallenoberteil geschaffen. Rechtlich unbeanstandet blieb bisher, dass dabei das Band des Verdienstordens des Landes Mecklenburg-Vorpommern Verwendung findet. Darüber hinaus  bleibt unklar, wie die Ehrennadel in Kombination mit anderen Orden und Ehrenzeichen als große Ordensspange zu tragen ist. 
Ohnehin darf diese Ehrennadel nur an Uniformen getragen werden, sofern die Uniformvorschriften der jeweiligen staatlichen oder nichtstaatlichen Organisationen ein Tragen zulassen. Entsprechend der aktuellen Zentralrichtlinie A2-2630/0-0-5 „Anzugordnung für die Soldatinnen und Soldaten der Bundeswehr“ ist das Tragen der Ehrennadel am Tag der Aushändigung im Original sowie als Bandschnallenversion zulässig.